# Eberhard Schlotter
Eberhard Schlotter (* 3. Juni 1921 in Hildesheim; † 8. September 2014 in Altea, Provinz Alicante, Königreich Spanien) war ein deutscher Maler und Grafiker. Er lebte in Spanien und Deutschland.

## Leben

Wandbild von Eberhard Schlotter für die Ausstellung „Kunst am Bau“, 1955, Darmstadt, Mathildenhöhe

Signatur „es“ auf Wandbild von 1955

### Kindheit, Schule, Ausbildung, Krieg (1921–1945)
Schlotters Eltern waren der Bildhauer und Gewerbelehrer Heinrich Schlotter (* 16. Juni 1886; † 4. Mai 1964) und Irene Schlotter, geb. Noack (* 28. Februar 1898; † 18. Mai 1987); die drei Geschwister Georg, Gotthelf und Johanna Irene ergriffen auch künstlerische bzw. kunsthandwerkliche Berufe.
Schon während der Schulzeit in der Evangelischen Moritzbergschule in Hildesheim zeichnete und malte Schlotter. 1936/1937 konnte er als Hospitant in die dortige Handwerks- und Gewerbeschule eintreten und Radieren, (Kaltnadel) und Aquatintatechnik bei Wilhelm Maigatter lernen. Nach einer Malerlehre, die er 1939 mit der Gesellenprüfung abschloss, bestritt er eine erste eigene Kunstausstellung im Knochenhaueramtshaus zu Hildesheim. Etwa 30 bis 40 Platten sind später bei den Luftangriffen auf Hildesheim 1945 zerstört worden.
Er lernte von 1939 bis 1941 an der Akademie der Bildenden Künste München nach der Alla-prima-Malerei, das heißt der Orientierung an der „alten Münchener Schule“ wie es Wilhelm Leibl und die traditionelle Auffassung der Münchener Akademie zu der Zeit forderte; am Doerner Institut erwarb er gründliche Materialkenntnisse. 1941 beteiligte er sich als jüngster Künstler an der Großen Deutschen Kunstausstellung in München. Im gleichen Jahr richtete ihm das Roemer-Museum in seiner Heimatstadt eine Ausstellung aus, in der 120 Werke gezeigt wurden. Seine Werke erregten Missfallen bei nationalsozialistischen Parteikadern, so erklärte der Gauleiter Hartmann Lauterbacher das „Selbstbildnis mit Zigarette“ (1941) als entartete Kunst. Schlotter, als Student vom Wehrdienst freigestellt, erhielt den Gestellungsbefehl und wurde im Oktober 1941 in die Wehrmacht eingezogen. Anschließend wurde er in der Sowjetunion eingesetzt, wo er 1944 eine schwere Verwundung erlitt. Im Lazarett lernte er Dorothea von der Leyen (* 18. Mai 1922) kennen. Das Paar heiratete am 30. August 1944.

### Nach 1945
Nach der Entlassung aus amerikanischer Kriegsgefangenschaft Ende August 1945 arbeitete Schlotter zunächst freischaffend in Darmstadt. In den ersten Jahren nach dem Zweiten Weltkrieg gewann er Anschluss an die moderne Malerei des 20. Jahrhunderts: er besuchte zahlreiche Ausstellungen und studierte Kunstzeitschriften, in denen Maler wie Paul Cézanne, Matisse, Braque und Pablo Picasso dem deutschen Publikum bekannt gemacht wurden.
Schlotter griff in seinem eigenen Werk die bildnerischen Mittel des Kubismus und des Fauvismus auf. Rasch entfernte er sich von der traditionellen illusionistischen Raumgestaltung und fand zu einer flächigen, die Zweidimensionalität des Bildträgers berücksichtigenden Formensprache. Diese neuen Bildfindungen kamen ihm neben seiner handwerklichen Ausbildung als Weißbinder zugute – er avancierte zu einem der meistbeschäftigten Künstler im Bereich „Kunst am Bau“.
Vorwiegend in Darmstadt und Umgebung verwirklichte er in den Jahren 1951 bis 1958 nahezu 30 Wandbild-Projekte, darunter mehrere eigens für die ebenfalls „Kunst am Bau“ betitelte Ausstellung in Darmstadt 1955. Eines der ersten großformatigen Wandgemälde der Nachkriegszeit war in der Viktoriaschule das Wandbild „Lebensfreude“ von 1951, danach folgten „Musizierende Frauen“. Thematisch spiegeln die Wandbilder die Sehnsucht der unter den Zerstörungen des Krieges und den Entbehrungen der Nachkriegszeit leidenden Menschen nach einem friedlichen und sorglosen Leben wider. Arkadische Szenen mit musizierenden, badenden oder tanzenden Frauen und eine an Matisse geschulte, bunte und dekorative Farbigkeit beschwören die Lebensfreude dieser ersehnten Welt. In den 1970er Jahren wurden die Wandbilder der Nachkriegszeit als unmodern empfunden und teilweise zerstört. Sein in Darmstadt bestehendes Gesamtwerk wurde in den 80er Jahren unter Denkmalschutz gestellt.
1952 unternahm er eine erste Spanienreise. Als ordentliches Mitglied im Deutschen Künstlerbund nahm Eberhard Schlotter zwischen 1956 und 1991 an zwölf großen Jahresausstellungen teil. Von 1955 bis zu seinem Austritt 1957 war er Vorsitzender der Neuen Darmstädter Sezession. 1955 half er dem Schriftsteller Arno Schmidt und dessen Frau Alice beim Umzug nach Darmstadt und vermittelte 1958 ihren Hauskauf in Bargfeld. Seit dieser Zeit war er als einer der wenigen mit Schmidt bis zu dessen Tod im Jahre 1979 befreundet; Schlotter erarbeitete zahlreiche Porträts des Schriftstellers. 1956 reiste die Familie Schlotter nach Spanien, wo sie in Altea (Alicante) ein Bauernhaus kauften, in das sie 1957 zeitweilig umzogen.
Eberhard Schlotter zog sich 1958 aus dem Programm „Kunst am Bau“ zurück und widmete sich seitdem vollkommen seinen eigenen künstlerischen Zielen. 1958/59 schuf er den Bilderzyklus „Eine Großfamilie“ bzw. „Die Metzgerfamilie“, eine Allegorie auf die verlogenen Menschen der Gegenwart. Diese Thematik fand eine Fortsetzung in den Triptychen der folgenden Jahre. Von 1980 bis 1986 war Schlotter Professor an der Johannes Gutenberg-Universität Mainz. 1982 wurde er Mitglied der Real Academia de Bellas Artes de San Fernando, Madrid. 1986 übernahm er eine Gastprofessur an der Universidad de los Andes, Bogotá.

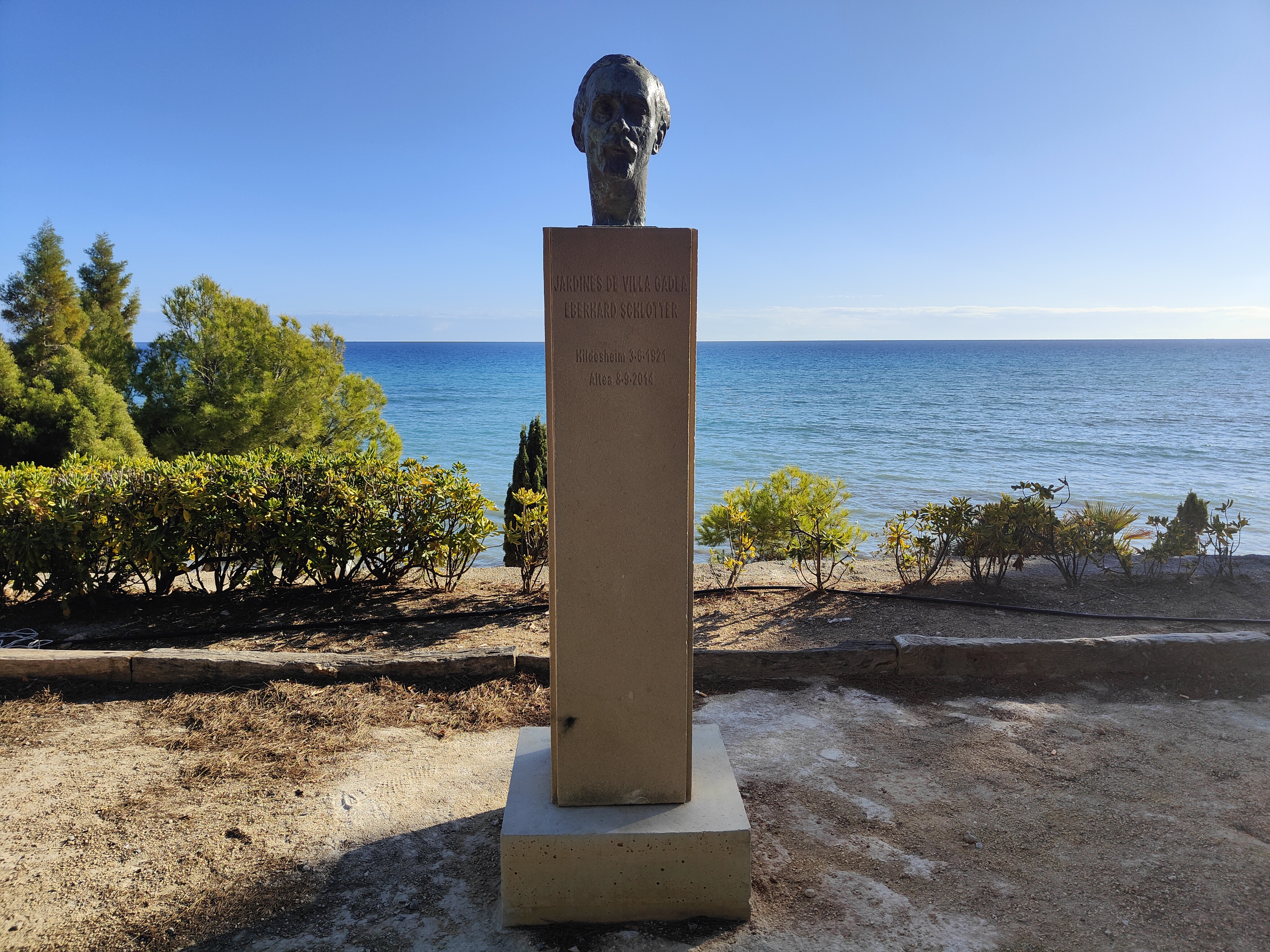
Gedenkbüste von Eberhard Schlotter in den Villa Gadea Gärten in Altea

Zum Gedenken an den großen Maler trägt seit April 2015 ein Park in Altea den Namen „Jardines Eberhard Schlotter“.

## Auszeichnungen
Schlotter erhielt u. a. die folgenden Auszeichnungen und Preise:
- 1953: Ströher-Preis, Darmstadt
- 1954: Förderpreis des Kulturkreises der deutschen Wirtschaft im BDI
- 1955: ars viva[5]
- 1967: Joseph-E.-Drexel-Preis für bibliophile Illustration
- 1971: Wilhelm-Loth-Preis der Stadt Darmstadt
- 1971: Johann-Heinrich-Merck-Ehrung der Stadt Darmstadt
- 1991/1992: Ehrengast der Villa Massimo, Rom
- 1994: Bundesverdienstkreuz am Bande
- 2007: Niedersächsischer Verdienstorden am Bande

## Eberhard-Schlotter-Stiftung in Altea, Spanien
Die Eberhard-Schlotter-Stiftung Altea wurde am 6. September 1995 gegründet. Die Stiftung (Eberhard Schlotter Fundacion) befand sich bis zum 24. Mai 2007 am Plaza Tonico Ferrer in der Altstadt von Altea. Am 25. Mai 2007 bezog die Stiftung ihre neuen und größeren Räumlichkeiten in der Costera dels Matxos 2 und beherbergt dort mehr als 1000 Werke des Malers.

## Eberhard-Schlotter-Stiftung Celle
Die Eberhard-Schlotter-Stiftung Celle, gegründet 1993, besitzt einen umfangreichen Bestand an Werken des Künstlers; Teile davon sind im Bomann-Museum in Celle zu sehen.

## Bildnerische Werke (Auswahl)

### Gemälde (Auswahl)
- Große Sitzende, 1949
- Eingang zum WC, 1953
- Aus Mallorca, 1953
- Leeres Kaufhaus, 1954
- Die gelbe Fassade, Öl/Lw., 115 × 70 cm, 1954
- Für Maria und Hermann (Hermann Heiß, Komponist), 1956
- Fassaden, 1956
- Das große Wäscheproblem, 1957
- Bilderzyklus: Eine Großfamilie, 1958–59
- Landschaft mit dem Denk-Mal, Öl/Lw., 70 × 100 cm, 1968
- Der Engel vom westlichen Fenster, Öl, 40 × 30 cm, 1968
- Bildnis H. und V. Dieckmann, Öl, 60 × 49 cm, 1969
- Triptychon: O, wie wird mich nach der Sonne frieren, hier bin ich ein Herr, daheim ein Schmarotzer, Öl, 1970
- Radarstation, Öl/Lw., 35 × 52 cm, 1970
- Datura, Öl/Lw., 54 × 69 cm, 1982
- Schwarze Spiegel, 1984
- Abgesang, 1993
- Tabarca Nord, 2006

### Kunst am Bau
- Zwei Fresken in der Viktoriaschule, Darmstadt, 1951.
- Decken- und Wandmalereien im Kurhaus, Bad Nauheim, 1952.

### Bibliophile Ausgaben (Radierungen)
- Arno Schmidt: Tina oder über die Unsterblichkeit. Bläschke, Darmstadt 1965.
- Kasimir Edschmid: Kean. Bläschke, Darmstadt 1965.
- Karl von Holtei: Nur einmal saht ihr blühn die Rosen hier am Rhein. Bläschke, Darmstadt 1965.
- Celander: Barockgedichte. Bläschke, Darmstadt 1965.

## Mappenwerke
- 1957 10 Lithos aus Spanien. Reinheimer-Druck, Darmstadt 1957.
- 1960 Holzschnitte, Ätzungen und eigene Erzählungen. Villa-Presse, Darmstadt 1960.
- 1964 Märzreise durch Norddeutschland. 10 Radierungen.
- 1965 Daniel in der Löwengrube im Winter. 15 Radierungen. Mit eigenem Text.
- 1967 Alimentos. 15 Radierungen. Mit eigenem Text. Edition Rothe, Heidelberg 1967.
- 1968 16 Radierungen zu Marquis de Sade „Philosophie im Boudoir“. Galerie Kress, München 1968.
- 1968 7 Radierungen zu „Kaff“ von Arno Schmidt. (Zu seinem 55. Geburtstag).
- 1969 25 Radierungen zu Apuleius „Der goldene Esel“. Wissenschaftliche Buchgesellschaft, Darmstadt 1969. (Erster Zustand).
- 1969 10 Radierungen zu Carl Mumm „Befreiung“. Eine Erzählung. Bläschke, Darmstadt 1969.
- 1970 11 Radierungen zu James Joyce „Anna Livia Plurabelle“. Nach der Übersetzung von Hans Wollschläger.

## Ausstellungen

### Ausstellungen in Celle
- 1992: … und mittendrin Celle
- 1993: Stationen
- 1994: Al fondo negro
- 1995/1996: Jugend – Krieg – Aufbruch
- 1996: 75 Aquarelle – Ausstellung anlässlich seines 75. Geburtstages
- 1996: Don Quijote
- 1999: Ölbilder. Eine Auswahl aus dem frühen Werk
- 2000: Faust – Aspekte
- 2001: Leere Bilder
- 2002: Neue Leere Bilder
- 2003: Die Metzgerfamilie
- 2007: Arquipintura 1997–2006
- 2011: Ich bin der ich bin; Autorenportraits

### Weitere Ausstellungen
- 1971 Malerei und Grafik, Museum Pfalzgalerie, Kaiserslautern
- 1985 Eberhard Schlotter, Aquafuertes (1939–1984), Biblioteca Nacional Madrid, Oktober – November 1985
- 1988 Gravures, Musee des Beaux-Arts, Orleans
- 1988 Aguafuertes de Eberhard Schlotter, Casa de Cultura, Altea, Spanien
- 1988 Landschaften und Stillleben, Saalbau-Galerie, Darmstadt
- 1988 Aquarelle, Roemer- und Pelizaeus-Museum, Hildesheim
- 1989 Colon-La tragedia del hombre, Museo del Arte Moderno, Bogota, Kolumbien
- 1989 Ölbilder, Zeichnungen, Aquarelle, Radierungen zu Wilhelm Raabes Erzählung „Die Innerste“, Niedersächsische Landesbibliothek, Hannover
- 1989/1990 Eberhard Schlotter / Arno Schmidt: „gemEinsame Wege“, Hildesheim/Gotha
- 2011 unterm strich – Eberhard Schlotter, Kunsthalle Darmstadt
- 2011 Hommage zum 90. Geburtstag , Museum Bensheim, Bensheim

## Literarische Werke

### Veröffentlichung
- Gruß an die Freunde. Justus-von-Liebig-Verlag, Darmstadt 2011, ISBN 978-3-87390-287-9.

### Briefe
- Arno Schmidt: Der Briefwechsel mit Eberhard Schlotter. (BA, Briefedition Band 3).

## Schüler
- Jens Rusch
- Gert-Peter Reichert
- Götz Spieß